# Limnephilus lakshaman
Limnephilus lakshaman är en nattsländeart som beskrevs av Olah 1994. Limnephilus lakshaman ingår i släktet Limnephilus och familjen husmasknattsländor. Inga underarter finns listade i Catalogue of Life.